# 扱箸
扱箸（こきばし、こいばし、こきはし）は稲の脱穀に用いられた江戸時代の農具。竹製の箸のような形状で籾を一粒一粒取り出す。食事用の箸は主に長さ18cmほどなのに対して扱箸は30cmほど、あるいは45cmから60cmある。一方を結びつけて地面に刺し、2本の棒の間に稲穂の穂首を挟んでしごくように引き落として脱穀する。『会津農書』では「竹こき」と称されている。扱箸で一日に脱穀できる籾の量は男性で12束、女性で9束ほどだったという。豆類や麦の脱穀にも用いられた。
長さが6cmほどのものもあり、藁を差し込んで折り合わせたものを掌上に乗せ、親指と人差し指（中指）で固定しながら稲穂を挟んで引き落として脱穀する。そちらも主に篠竹で作られていたが、鉄製のものもあった。
元禄年間に効率性で勝る千歯扱きが出現すると次第に廃れていったが、その後も明治初期まで用いられたという。